# Lech Wałęsa

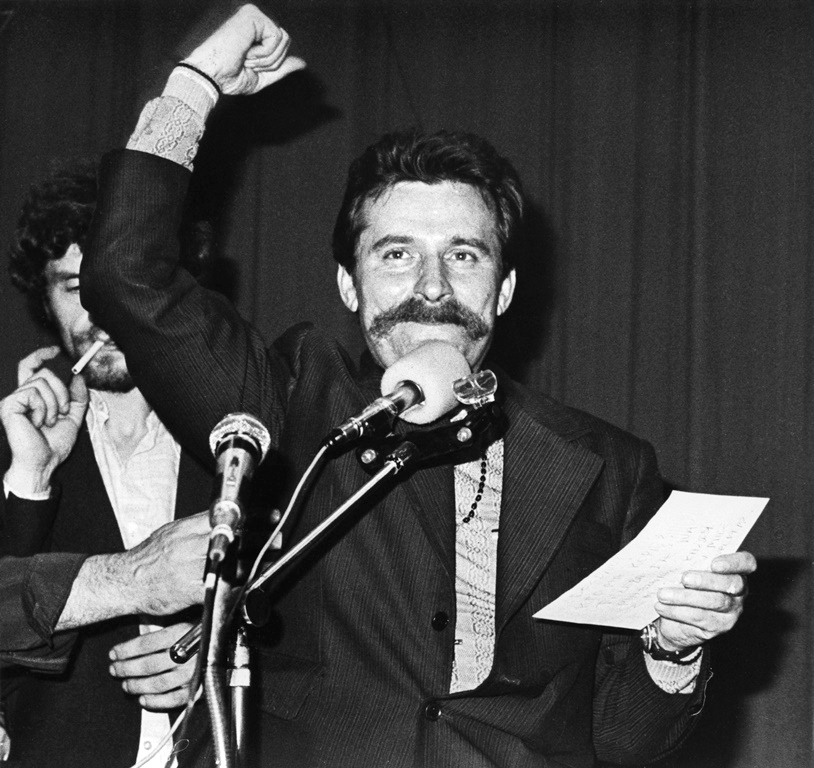
Lech Wałęsa 1980.

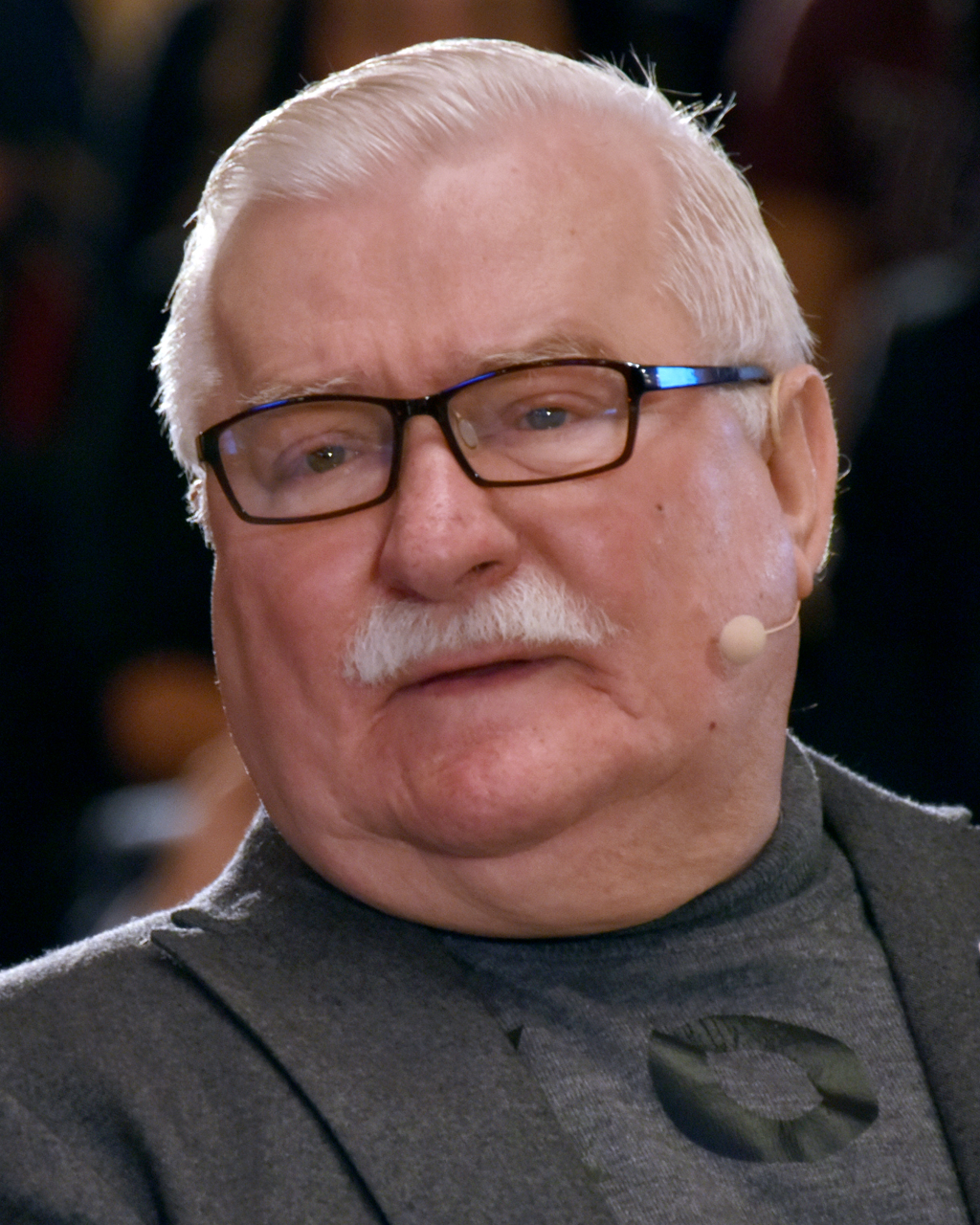
Lech Wałęsa 2019.

Lech Wałęsa (fil) [ˈlɛx vaˈwɛ̃sa], född 29 september 1943 i Popowo, provinsen Kujawy-Pomorze, är en polsk politiker och fackföreningsledare. Han var grundare av den fria fackföreningsrörelsen Solidaritet och satt i den rollen fram till 1990 i ledningen för den demokratiska oppositionen i Polen. 1983 mottog han Nobels fredspris och 1990–1995 var han Polens president.

## Biografi
Wałęsa var skeppsvarvsarbetare och utbildad till elektriker. År 1967 anställdes han vid Leninvarvet i Gdańsk. Som vittne till den polska arbetarrevolten 1970 var han under hela 1970-talet fackligt verksam och kämpade för en fackföreningsrörelse, obunden till det styrande kommunistpartiet.
År 1980 blev han en av grundarna och ledare för den inom östblocket första fristående fackföreningsorganisationen Solidaritet (polska: Solidarność). Detta skedde efter att han avskedats från varvet för sin fackliga aktivitet och sedan valts till ledare för en strejkkommitté som växte sig stor även utanför Gdańsk. Strejkkommittén ombildades därefter till Solidaritet, som gick i täten för den folkliga oppositionen och som under ett års tid var framgångsrikt i sina förhandlingar med den polska regeringen.
Samarbetet mellan Solidaritet och regeringen avbröts tvärt vid den så kallade "Luciakuppen" i december 1981. Då utfärdades undantagstillstånd, medan Solidaritet förbjöds och de flesta av rörelsens ledare greps. Wałęsa satt i husarrest i ett knappt år. År 1983 fick Wałęsa motta Nobels fredspris, men han lät sin fru åka och hämta priset av rädsla för att inte få inresetillstånd till Polen igen.
Wałęsa ledde Solidaritet fram till 1990. Då hade rörelsen året före varit delaktig i att införa demokrati i Polen, efter flera decennier av diktatur under Polska förenade arbetarpartiet.
Lech Wałęsa valdes till Polens president 1990, han tillträdde ämbetet den 22 december. I presidentvalet 1995 förlorade han mot Aleksander Kwaśniewski. Då Wałęsa lämnade presidentposten tillkännagav han att han skulle återgå till sitt arbete på varvet i Gdańsk men tog istället ut innestående semester och reste utomlands.
Wałęsa kandiderade i presidentvalet år 2000 för det nybildade kristdemokratiska partiet men erhöll i valet bara 1 % av rösterna.
År 2015 hittade det polska historiska institutet dokument hos den tidigare kommunistiska inrikesministern general Kiszczak som visade att Wałęsa varit informatör åt den kommunistiska säkerhetspolisen, före sin tid som ledare för Solidarność.  Detta har väckt enorm vrede i Polen och många har krävt att Wałęsa lämnar tillbaks sitt Nobelpris.
Lech Wałęsa förlänades Serafimerorden den 16 september 1993.

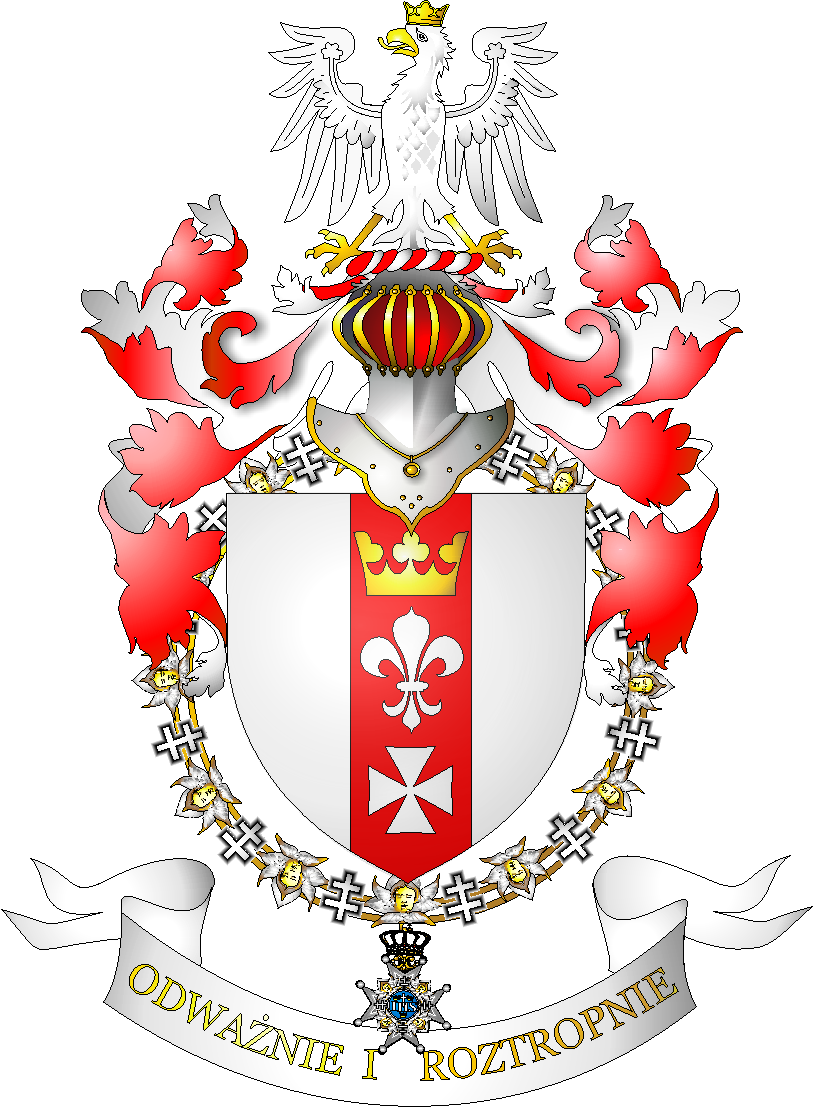
Lech Wałęsas vapen, med bland annat Serafimerordens kedja runt vapenskölden.